# Gabriel Pusula
Gabriel Emiliano Pusula Coronel (Paraná, Entre Ríos, Argentina, 23 de enero de 1997), conocido deportivamente como Gabriel Pusula, es un futbolista argentino que juega de defensor en San Telmo de la Primera Nacional de Argentina.

## Trayectoria

### Inicios
Gabriel nació el 23 de enero de 1997 en Paraná, Entre Ríos. A los nueve años se fue a Buenos Aires para formarse en las divisiones menores de River Plate. Posteriormente se trasladó a Belgrano de Paraná para escalar posiciones de acuerdo a su edad. Fue tomado en cuenta por el conjunto absoluto el 12 de noviembre de 2012, cuando apenas tenía quince años, para hacer su debut oficial en un partido de la Liga Paranaense ante Unión de Crespo (victoria de visita por 0-2).
Al año siguiente emigró a Banfield, jugando su primera temporada en la séptima división. Su crecimiento en la demarcación de defensa le permitió acceder, a inicios de 2015, a la plantilla de reserva —la cual es la categoría previa a la absoluta—. Sin embargo, en el último partido amistoso del año que disputó frente a Racing —de la quinta división y faltando tres minutos para el cierre—, Pusula se fracturó el quinto metatarsiano tras quedar enganchado su pie en el césped. Su lesión se debió también a la sobrecarga de entrenamiento en el que el hueso ya estaba desgastado. Una vez recuperado, continuó en la reserva hasta finales de 2017.

### Municipal Liberia
El 15 de enero de 2018, se oficializa la incorporación de Gabriel en el Municipal Liberia de la máxima categoría de Costa Rica, siendo la primera experiencia fuera de su país. El defensa fue firmado por un periodo de seis meses en condición de préstamo.

## Clubes
| Club                     | País       | Año             |
| ------------------------ | ---------- | --------------- |
| Belgrano (Paraná)        | Argentina  | 2012 - 2013     |
| Banfield                 | Argentina  | 2013 - 2017     |
| Municipal Liberia        | Costa Rica | 2018            |
| Gimnasia y Tiro de Salta | Argentina  | 2018 - 2019     |
| Costa del Este FC        | Panamá     | 2019 - 2021     |
| ADR Jicaral              | Costa Rica | 2021            |
| Villa Dálmine            | Argentina  | 2022            |
| All Boys                 | Argentina  | 2023 - 2024     |
| San Telmo                | Argentina  | 2025 - Presente |